# Championnat de France amateurs de football 1934-1935
Navigation
Championnat de France amateur 1936
Le championnat de France amateurs de football 1934-1935 est la première édition du championnat de France amateurs, appelé Challenge Jules-Rimet, compétition organisée par la Fédération française de football association entre le 7 avril et le 26 mai 1935.
Cette compétition met aux prises les champions des Ligues régionales, dans une épreuve de fin de saison. Elle est ouverte à toutes les équipes premières des sociétés, même celles disposant d'une équipe professionnelle.
Quatorze champions de Ligues participent à cette première édition, qui voit le Stade de Reims remporter le trophée, en battant en finale le Football club de Bordeaux-Bouscat, par deux buts à un, sur le terrain de l'Association sportive amicale, à Maisons-Alfort.

## Histoire
Un an après la création du Championnat de France professionnel, la Fédération française de football association met en place, en 1933, une commission d'étude d'une compétition fédérale amateur. Au conseil d'avril 1934 à Strasbourg, le projet de règlement d'une épreuve de fin de saison, qui oppose les vainqueurs de chaque Ligue, est adopté,. Le président de la FFFA, Jules Rimet, offre personnellement un trophée à la compétition qui prend alors le nom de Challenge Jules-Rimet. 
La « Commission Centrale de propagande » mise en place en août 1934, se voit confier la mission d'organiser le Championnat de France amateurs, le Bureau fédéral de la FFFA n'envisageant pas de journée de propagande pour la saison 1934-35.
La Commission, rebaptisée « Commission de propagande et du championnat de France amateurs » gère l'organisation et l'administration de l'épreuve. Elle a également la charge de l'élaboration du calendrier, de la composition des poules, de l'ordre des rencontres et de l'homologation des résultats. La Commission propose également des modifications au règlement du championnat de France amateurs, statuées lors des Conseils nationaux. 
La Commission est composée, pour la saison 1934-1935, de MM. Duquesne (président), Fusier (vice-président), Cottereau (secrétaire), Cancel, Clayeux, Lebas, Poinsignon et Verhaeghe,.
Cette première édition du Championnat de France amateurs est organisée avec le concours du journal Le Matin,.

## Participants
La compétition est ouverte à toutes les équipes premières des sociétés,, même celles disposant d'une équipe professionnelle.
L'engagement pour la première édition de cette compétition, réservée aux clubs champions de Division d'Honneur des Ligues métropolitaines, est facultatif et doit être adressé par les Ligues avant le 15 février 1935. Le nom du champion doit être connu au plus tard le mardi suivant le troisième dimanche de mars.
La Commission de propagande et du C.F.A. enregistre l'engagement de quatorze Ligues, la Ligue de Bourgogne-Franche-Comté ne s'engageant pas,,. Quatorze clubs participent donc au championnat.
Pour le Championnat de France amateurs, comme pour toutes les compétitions organisées par la FFFA, les clubs doivent remplir aux obligations de tous les règlements en vigueur (terrain, arbitre, ballon, licences, etc.).
| Ligue                   | Champion                                                   | N°   | Ville             | Part. | Résultat    |
| ----------------------- | ---------------------------------------------------------- | ---- | ----------------- | ----- | ----------- |
| Alsace                  | Sporting-club «Red-star» de Strasbourg                     | 549  | Strasbourg        | 1re   | poule       |
| Auvergne                | Association Sportive Moulinoise                            | 5730 | Moulins           | 1re   | poule       |
| Bourgogne-Franche-Comté | Racing-club Franc-comtois                                  | 1110 | Besançon          | -     | non engagé  |
| Centre                  | Amicale des anciens élèves de l'école de la rue Saint-Jean | 1852 | Châteaudun        | 1re   | poule       |
| Centre-Ouest            | Association Sportive des Charentes                         | 4513 | Angoulême         | 1re   | poule       |
| Lorraine                | Union Lorraine de Moyeuvre                                 | 501  | Moyeuvre-Grande   | 1re   | poule       |
| Lyonnais                | Saint-Étienne Sporting Club                                | -    | Saint-Étienne     | 1re   | poule       |
| Midi                    | Union sportive montalbanaise                               | 2880 | Montauban         | 1re   | poule       |
| Nord                    | Association Sportive raismoise                             | 2618 | Raismes           | 1re   | poule       |
| Nord-Est                | Stade de Reims                                             | 637  | Reims             | 1re   | vainqueur   |
| Normandie               | Union sportive quevillaise                                 | -    | Le Petit-Quevilly | 1re   | demi-finale |
| Ouest                   | Association sportive brestoise                             | 42   | Brest             | 1re   | poule       |
| Paris                   | Club athlétique Montreuillois                              | 3120 | Montreuil         | 1re   | demi-finale |
| Sud-Est                 | Union sportive bédaricienne                                | 1490 | Bédarieux         | 1re   | poule       |
| Sud-Ouest               | Football Club de Bordeaux-Bouscat                          | 228  | Le Bouscat        | 1re   | finaliste   |

## Compétition

### Formule
Pour cette première édition du championnat de France amateurs, les quatorze champions régionaux sont divisés en quatre poules géographiques, deux de trois clubs, et deux de quatre, et se rencontrent en match aller uniquement. Le classement se fait par addition de points, avec trois points pour un match gagné, deux points pour un match nul, un point pour une défaite et zéro point pour un forfait. En cas d'égalité au classement à la première place, des matchs de barrage sont prévus. Trois dates sont retenues, plus une quatrième pour d'éventuels matchs de barrage.
Les quatre vainqueurs s’affrontent en demi-finales, fixées au 12 mai, déterminées par tirage au sort et jouées sur terrain neutre. La finale oppose les deux vainqueurs des demi-finales. Elle est fixée au 26 mai, et pour la première et unique fois, à Maisons-Alfort.

### Phase de poules
La Commission de propagande et du championnat de France amateurs forme les poules et donne le calendrier dans sa séance du 25 février. Les trois journées sont fixées au 7, 14 et 28 avril, plus le 5 mai pour d'éventuels matchs de barrage. 

#### Poule A
Les champions des Ligues de Lorraine, du Nord et du Nord-Est se rencontrent dans cette première poule. Chaque équipe joue une fois à domicile, et une fois à l'extérieur. 
Lors de la première journée, Reims s'impose facilement face au champion de Lorraine, devant le ministre du Commerce, M. Marchandeau. La deuxième journée est reportée au 5 mai, Le champion de la Ligue du Nord se faisant attendre avec deux clubs à égalité; lors de la finale, le 14 avril, à Fives, l'AS Raismoise devient champion en s'imposant deux buts à un, après prolongation, face au RC Arras. Pour la troisième journée, les rémois se qualifies difficilement face à Raismes, malgré leurs supériorités scientifiques et athlétiques, grâce au valeureux gardien nordiste,. Le match de la deuxième journée, reporté au 5 mai, sera le seul joué ce jour; victoire de prestige, et sans appel, pour les lorrains sur les champions nordistes par quatre buts à rien.
Détails des matchs
| Journée 1    | Stade de Reims | 6 – 0   | UL Moyeuvre |       |       |
| 7 avril 1935 |                | (2 — 0) |             | Reims | Reims |

| Journée 2  | UL Moyeuvre | 4 – 0 | AS raismoise |                 |                 |
| 5 mai 1935 |             |       |              | Moyeuvre-Grande | Moyeuvre-Grande |

| Journée 3     | AS raismoise | 1 – 2 | Stade de Reims |         |         |
| 28 avril 1935 |              |       |                | Raismes | Raismes |

| Rang | Équipe         | Pts | J | G | N | P | Bp | Bc | GA    |
| ---- | -------------- | --- | - | - | - | - | -- | -- | ----- |
| 1    | Stade de Reims | 6   | 2 | 2 | 0 | 0 | 8  | 1  | 8     |
| 2    | UL Moyeuvre    | 4   | 2 | 1 | 0 | 1 | 4  | 6  | 0,667 |
| 3    | AS raismoise   | 2   | 2 | 0 | 0 | 2 | 1  | 6  | 0,167 |

#### Poule B
Les champions des Ligues d'Alsace, d'Auvergne, du Centre et de Normandie se rencontrent dans cette deuxième poule. Chaque équipe joue une fois à domicile, une fois à l'extérieur et une fois sur terrain neutre, lors de la troisième journée, pour garantir l'équité. 
La première journée voit la victoire facile des quevillais et des strasbourgeois sur leurs terrains respectifs. La deuxième journée confirme les ambitions des normands et des alsaciens qui s'imposent chez l'adversaire du jour, à Orléans pour l'ASJ Châteaudun, son terrain étant impraticable. Le seul match de la troisième journée du championnat se déroule à Reims, une finale entre les vainqueurs des deux premiers matchs. Quevilly se qualifie facilement face au Red-Star de Strasbourg par cinq buts à rien. Le dernier match de cette poule est reporté au 5 mai à Châteauroux, à la suite de la finale du championnat de la Ligue du Centre, qui voit la victoire du CASG d'Orléans sur Châteaudun, à Blois, le 28 avril. La commission de propagande et du championnat de France amateurs reporte ensuite le match le 19 mai, avant de simplement l'annulé, le résultat n'ayant aucune incidence sur les qualifiés des demi-finales.
Détails des matchs
| Journée 1    | US quevillaise | 5 – 2   | AS Moulinoise |                   |                   |
| 7 avril 1935 |                | (1 — 1) |               | Le Petit-Quevilly | Le Petit-Quevilly |

| Journée 1    | SC Red-Star Strasbourg | 4 – 1   | AAEE Saint-Jean |            |            |
| 7 avril 1935 |                        | (3 — 0) |                 | Strasbourg | Strasbourg |

| Journée 2     | AAEE Saint-Jean | 2 – 7   | US quevillaise |                    |                    |
| 14 avril 1935 |                 | (1 — 1) |                | Orléans (C.A.S.G.) | Orléans (C.A.S.G.) |

| Journée 2     | AS Moulinoise | 0 – 2 | SC Red-Star Strasbourg |         |         |
| 14 avril 1935 |               |       |                        | Moulins | Moulins |

| Journée 3     | US quevillaise | 5 – 0 | SC Red-Star Strasbourg |       |       |
| 28 avril 1935 |                |       |                        | Reims | Reims |

| Journée 3   | AS Moulinoise | annulé | AAEE Saint-Jean |             |             |
| 19 mai 1935 |               |        |                 | Châteauroux | Châteauroux |

| Rang | Équipe                 | Pts | J | G | N | P | Bp | Bc | GA    |
| ---- | ---------------------- | --- | - | - | - | - | -- | -- | ----- |
| 1    | US quevillaise         | 9   | 3 | 3 | 0 | 0 | 17 | 4  | 4,25  |
| 2    | SC Red-Star Strasbourg | 7   | 3 | 2 | 0 | 1 | 6  | 6  | 1     |
| 3    | AS Moulinoise          | 2   | 2 | 0 | 0 | 2 | 2  | 7  | 0,286 |
| 3    | AAEE Saint-Jean        | 2   | 2 | 0 | 0 | 2 | 3  | 11 | 0,273 |

#### Poule C
Les champions des Ligues du Centre-Ouest, de l'Ouest et de Paris se rencontrent dans cette troisième poule. Chaque équipe reçoit et se déplace une fois.
Brest a perdu gros lors de la première journée, dominant la seconde mi-temps, mais Montreuil arrache le match nul. Nouveau match nul lors de la deuxième journée, qui élimine les chances des bretons d'accéder aux demi-finales. Le troisième match s'achevait sur un score nul, mais les montreuillois réussirent l'impossible dans la dernière minute et se qualifient pour les demi-finales.
Détails des matchs
| Journée 1    | AS brestoise | 1 – 1   | CA montreuillois |       |       |
| 7 avril 1935 |              | (1 — 1) |                  | Brest | Brest |

| Journée 2     | AS des Charentes | 2 – 2 | AS brestoise |           |           |
| 14 avril 1936 |                  |       |              | Angoulême | Angoulême |

| Journée 3     | CA montreuillois | 1 – 0   | AS des Charentes |           |           |
| 28 avril 1935 |                  | (0 — 0) |                  | Montreuil | Montreuil |

| Rang | Équipe           | Pts | J | G | N | P | Bp | Bc | GA    |
| ---- | ---------------- | --- | - | - | - | - | -- | -- | ----- |
| 1    | CA montreuillois | 5   | 2 | 1 | 1 | 0 | 2  | 1  | 2     |
| 2    | AS brestoise     | 4   | 2 | 0 | 2 | 0 | 3  | 3  | 1     |
| 3    | AS des Charentes | 3   | 2 | 0 | 1 | 1 | 2  | 3  | 0,667 |

#### Poule D
Les champions des Ligues du Lyonnais, du Midi, du Sud-Est et  du Sud-Ouest se rencontrent dans cette dernière poule. Chaque équipe joue une fois à domicile, une fois à l'extérieur et une fois sur terrain neutre lors de la deuxième journée, pour garantir l'équité. 
Bordeaux a réussi la bonne affaire de la première journée de championnat en s'imposant franchement à Montauban. le deuxième match a été reporté au 5 mai, la finale qualificative du lyonnais pour le CFA se jouant ce même week-end; Le Saint-Étienne SC a évincé le Lyon OU par deux buts à un. La deuxième journée se joue sur terrain neutre est voit la victoire difficile de Bordeaux sur Saint-Étienne, alors que Bédarieux s'impose face à Montauban,,. Lors de la troisième journée, la magistrale victoire de Saint-Étienne sur Montauban ne sert à rien, car dans le même temps, les bordelais arrivent à bout des bédariciens par la plus petite des marges et se qualifient pour les demi-finales. Le match remis au 5 mai n'a pas lieu, à cause de l'inondation du terrain de Bédarieux. La Commission dans sa séance du 13 mai décide purement et simplement d'annuler cette rencontre, qui n'a aucune incidence sur les demi-finales.
Détails des matchs
| Journée 1    | US montalbanaise | 2 – 6   | FC Bordeaux-Bouscat |           |           |
| 7 avril 1935 |                  | (1 — 3) |                     | Montauban | Montauban |

| Journée 1  | US bédaricienne | annulé | Saint-Étienne SC |           |           |
| 5 mai 1935 |                 |        |                  | Bédarieux | Bédarieux |

| Journée 2     | FC Bordeaux-Bouscat | 1 – 0 | Saint-Étienne SC |         |         |
| 14 avril 1935 |                     |       |                  | Limoges | Limoges |

| Journée 2     | US montalbanaise | 0 – 2 | US bédaricienne |         |         |
| 14 avril 1935 |                  |       |                 | Cazères | Cazères |

| Journée 3     | FC Bordeaux-Bouscat | 1 – 0   | US bédarcienne |          |          |
| 28 avril 1935 |                     | (1 — 0) |                | Bordeaux | Bordeaux |

| Journée 3     | Saint-Étienne SC | 11 – 1  | US montalbanaise |               |               |
| 28 avril 1935 |                  | (4 — 1) |                  | Saint-Étienne | Saint-Étienne |

| Rang | Équipe              | Pts | J | G | N | P | Bp | Bc | GA    |
| ---- | ------------------- | --- | - | - | - | - | -- | -- | ----- |
| 1    | FC Bordeaux-Bouscat | 9   | 3 | 3 | 0 | 0 | 8  | 2  | 4     |
| 2    | Saint-Étienne SC    | 4   | 2 | 1 | 0 | 1 | 11 | 2  | 5,5   |
| 2    | US bédaricienne     | 4   | 2 | 1 | 0 | 1 | 2  | 1  | 2     |
| 4    | US montalbanaise    | 3   | 3 | 0 | 0 | 3 | 3  | 19 | 0,158 |

### Phase finale

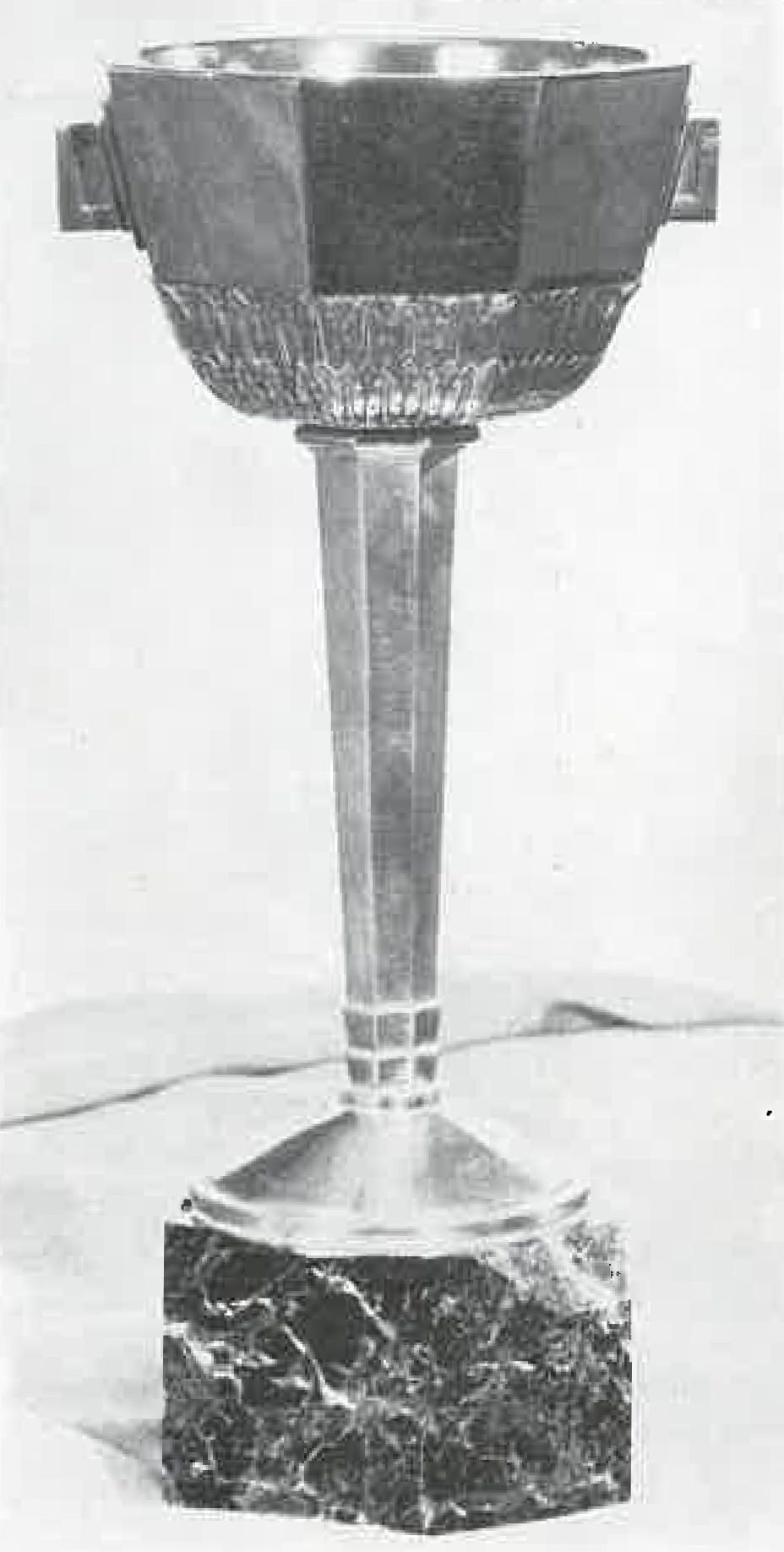
Le Challenge Jules-Rimet remis au Stade de Reims

La Commission de propagande et du championnat de France amateurs fixe les demi-finales au 12 mai, et la finale au 26 mai.

#### Tableau
|  | Demi-finales            | Demi-finales            | Demi-finales            | Demi-finales            |                |                | Finale                      | Finale                      | Finale                      | Finale                      |
|  |                         |                         |                         |                         |                |                |                             |                             |                             |                             |
|  | 12 mai 1935, Saint-Ouen | 12 mai 1935, Saint-Ouen | 12 mai 1935, Saint-Ouen | 12 mai 1935, Saint-Ouen |                |                | 26 mai 1935, Maisons-Alfort | 26 mai 1935, Maisons-Alfort | 26 mai 1935, Maisons-Alfort | 26 mai 1935, Maisons-Alfort |
|  | Stade de Reims          | Stade de Reims          | 3                       | 3                       |                |                | 26 mai 1935, Maisons-Alfort | 26 mai 1935, Maisons-Alfort | 26 mai 1935, Maisons-Alfort | 26 mai 1935, Maisons-Alfort |
|  | Stade de Reims          | Stade de Reims          | 3                       | 3                       |                |                | 26 mai 1935, Maisons-Alfort | 26 mai 1935, Maisons-Alfort | 26 mai 1935, Maisons-Alfort | 26 mai 1935, Maisons-Alfort |
|  | US quevillaise          | US quevillaise          | 2                       | 2                       |                |                | 26 mai 1935, Maisons-Alfort | 26 mai 1935, Maisons-Alfort | 26 mai 1935, Maisons-Alfort | 26 mai 1935, Maisons-Alfort |
|  | US quevillaise          | US quevillaise          | 2                       | 2                       | Stade de Reims | Stade de Reims | 2                           | 2                           |                             |                             |
|  | 12 mai 1935, Saint-Ouen |                         |                         |                         | Stade de Reims | Stade de Reims | 2                           | 2                           |                             |                             |
|  |                         |                         | FC Bordeaux-Bouscat     | FC Bordeaux-Bouscat     | 1              | 1              |                             |                             |                             |                             |
|  | CA montreuillois        | CA montreuillois        | FC Bordeaux-Bouscat     | FC Bordeaux-Bouscat     | 1              | 1              | 0                           | 0                           |                             |                             |
|  | CA montreuillois        | CA montreuillois        |                         |                         |                |                |                             | 0                           |                             |                             |
|  | FC Bordeaux-Bouscat     | FC Bordeaux-Bouscat     | 1                       | 1                       |                |                |                             |                             |                             |                             |
|  | FC Bordeaux-Bouscat     | FC Bordeaux-Bouscat     | 1                       | 1                       |                |                |                             |                             |                             |                             |

#### Demi-finales
Le tirage au sort des demi-finales, effectué en présence de membre du Bureau fédéral, donne les rencontres « gagnant poule A contre gagnant poule B » et « gagnant poule C contre gagnant poule D ». La commission décide de faire disputer les deux demi-finales sur le terrain du Red Star Olympique, le stade de Paris à Saint-Ouen, dans l'ordre du tirage au sort.
Le premier match opposant Reims à Quevilly fut le plus attrayant et le plus disputé, avec un score nul à la fin du temps réglementaire, les normands répondants en fin de match à un penalty champenois. Dans les prolongations, les canaris normands prennent rapidement l'avantage, mais les rémois, plus techniques et homogènes, égalisent et marque le but de la victoire devant des quevillais handicapés par l'absence de trois titulaires.

Dans le second match, le FC Bordeaux, outsider de la compétition, vient à bout des parisiens en fin de match, après une partie jouée au petit trot,.
Détails des matchs
| Demi-finale 1     | Stade de Reims             | 3 – 2 (ap)      | US quevillaise        |                |                |
| 12 mai 1935 14h00 | Serra p · Serra · Fauchart | (0 – 0 / 1 – 1) | Durand (88e) · Durand | Stade de Paris | Stade de Paris |

| Demi-finale 2       | CA montreuillois | 0 – 1   | FC Bordeaux-Bouscat |                |                |
| 12 mai 1935 16h30 ? |                  | (0 – 0) | Miramon (87e)       | Stade de Paris | Stade de Paris |

#### Finale
La finale du championnat de France amateur se joue le 26 mai 1935, au stade municipal de Maisons-Alfort, terrain de l'AS Amicale.
Cette rencontre se dispute entre le Stade de Reims, Champion de la Ligue du Nord-Est, et le Football Club de Bordeaux-Bouscat, champion de la Ligue du Sud-Ouest.
En lever de rideau, se tient un match junior entre le FC Rouen et l'US Suisse, qui fête son vingt-cinquième anniversaire, et qui voit la nette victoire des champions normands.
C'est avec une tenue inhabituelle, blanche et noire, que le Stade de Reims donne le coup d'envoi et prend en main la rencontre. La domination est telle que le premier but arrive rapidement. Continuant sur leurs lancés, les rémois gardent le jeu à leur compte, avant de laisser la main aux bordelais en fin de première mi-temps, mais sans changement au score. À la reprise, les champenois reprennent l'avantage territorial, mais les tango-et-noir placent quelques attaques et égalisent après l'heure de jeu. L'ascendant pris par Bordeaux est de courte durée, les champions du Nord-Est reprennent confiance, et sur un corner marque le but de la victoire. C'est sur le score de deux buts à un que l'arbitre siffle la fin du match, le Stade est le premier vainqueurs du championnat de France amateurs,.
Une réception est donnée à l'issue du match, au journal Le Matin, qui patronne l'épreuve. M. Rimet, président de la Fédération française de football association, remet alors les récompenses aux vainqueurs, devant une délégation officielle,.
Détails du match
| Finale              | Stade de Reims                                                                                          | 2 – 1   | FC Bordeaux-Bouscat                                                                                     |                                   |                                   |
| 26 mai 1935 15 h 00 | Fauchart (3e) · Vannier (80e)                                                                           | (1 – 0) | Catherineau (70e)                                                                                       | Stade municipal de Maisons-Alfort | Stade municipal de Maisons-Alfort |
| 26 mai 1935 15 h 00 | L. Moos - Vannier; Serra - A. Moos; Lee; Samano - Fauchart; Pradel; Perpère (cap.); Garabédian; Fischer | Équipes | Lantard - Laguerre; Deak - Lalanne; Heim; Arnaud - Sarraute (cap.); Miramon; Catherineau; Dumas; Lafaye | Stade municipal de Maisons-Alfort | Stade municipal de Maisons-Alfort |

## Bilan
Le Stade de Reims est vainqueur pour la première fois. À la suite de la formation d'une équipe professionnelle, en cette fin de saison, l'équipe première est reléguée au deuxième échelon régional. Le club est promu en Division d'Honneur de la Ligue du Nord‑Est à l'issue de la saison 1937-1938. Il enlève le titre de champion régional dans la foulée, puis le championnat de France amateur pour la seconde fois. Cinq joueurs de l'équipe victorieuse de 1939 ont remporté cette première compétition en 1935. Le Stade remportera son troisième et dernier titre en 1948, la dernière saison du championnat de France amateurs avant la mise en place de la division nationale.
Le championnat de la Ligue du Centre s'est terminé par une égalité entre l'ASJ Châteaudun et le CASG d'Orléans, en tête du classement. Un premier match de barrage entre les deux clubs n'a pu les départager, l'ASJ Châteaudun a été choisi pour représenter la Ligue grâce à son meilleur goal-average. Une nouvelle finale, le 28 avril 1935, entre les deux clubs donnera l'avantage au CASG d'Orléans par trois buts à deux. 
Pour la première et unique fois, deux matchs reportés sont annulés par la Commission de propagande et du C.F.A., leurs résultats ne pouvant intervenir dans le classement des vainqueurs de groupes.
Le match de la poule D, du 28 avril, entre le Saint-Étienne SC  et l'US montalbanaise est l'une des quatre rencontres les plus prolifiques d'une phase finale du Championnat de France amateurs, avec douze buts inscrits en un seul match.